# Yan Xishan

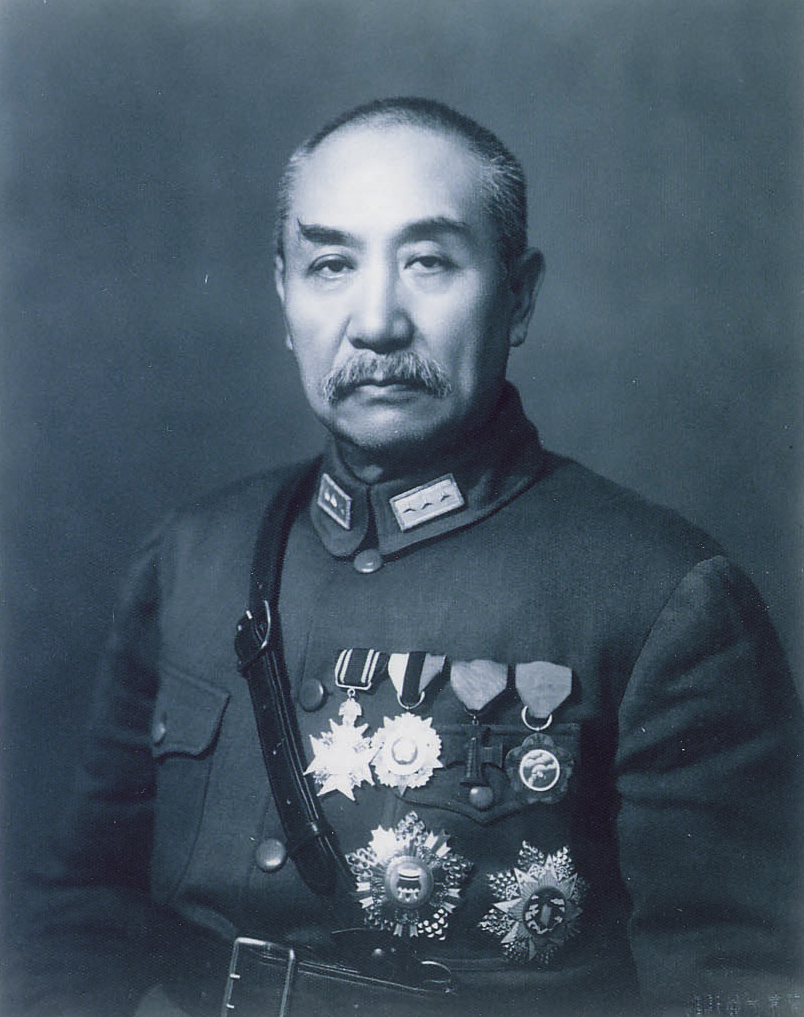
Yan Xishan, Aufnahme entstanden zwischen 1936 und 1945

Yan Xishan (chinesisch 閻錫山 / 阎锡山, Pinyin Yán Xíshān, W.-G. Yen Hsi-shan; * 8. Oktober 1883 im Kreis Wutai, Provinz Shanxi; † 24. Mai 1960 in Taipeh) kontrollierte die chinesische Provinz Shanxi während und nach der Xinhai-Revolution und war einflussreicher Kriegsherr während der Ära der Kriegsherren und des Chinesischen Bürgerkrieges.
Yan wurde in eine wohlhabende Familie, die im chinesischen Bankgewerbe tätig war, geboren. Er besuchte aufgrund der sich verschlechternden wirtschaftlichen Lage die kostenlose Militärakademie der Provinz Shanxi und ging im Jahre 1904 mit einem Stipendium der chinesischen Regierung nach Japan, um dort eine weiterführende militärische Ausbildung an der Heeresoffizierschule zu durchlaufen. Dort beeinflusste ihn die Tradition des Bushidō stark. Im Jahre 1905 trat er der Tongmenghui von Sun Yat-sen bei und wurde Mitglied einer Brigade von Soldaten, die zu Selbstmordangriffen gegen die mandschurische Qing-Dynastie bereit waren. Er schloss sich auch der Auffassung an, dass China nur mit Hilfe des Militarismus gerettet werden könne. Im Jahre 1907 kehrte er nach China zurück und arbeitete in der Regionalverwaltung, gleichzeitig bereitete er im Untergrund einen Aufstand gegen die Qing-Herrschaft vor. Ab 1909 war er als Ausbildungsoffizier Mitglied der kaiserlichen Armee, führte seine geheimen Aktivitäten für die Revolution jedoch weiter. Nach dem Wuchang-Aufstand des Jahres 1911 und der folgenden Xinhai-Revolution führte Yan seine Truppen beim Aufstand in Taiyuan an. Er wurde zum Militärgouverneur der Provinz Shanxi ernannt, verlor diesen Posten jedoch vorübergehend im Zuge der Eroberung Shanxis durch die Beiyang-Armee von Yuan Shikai. Er kollaborierte mit Yuan und wurde erneut zum Gouverneur von Shanxi ernannt.
Während der Ära der Kriegsherren gab Yan der Aufrechterhaltung der Stabilität und der wirtschaftlichen Entwicklung seiner Provinz Vorrang. Nur selten nahm er mit seinen Truppen an kriegerischen Auseinandersetzungen teil. Er begann wie viele andere junge Machthaber, auf regionaler Ebene Reformen umzusetzen. Er erzielte begrenzte Erfolge mit Experimenten zur Neuorganisation des ländlichen Raumes (cunzhi). Er versuchte auch, mittels Massenmobilisierung und Kollektiverziehung kulturelle und moralische Reformen voranzutreiben. Füßebinden, Prostitution, Homosexualität, Müßiggang, Glücksspiel, der chinesische Kalender und das Feiern ausgedehnter Feste sollten unterbunden werden, er ordnete an, dass alle Bürger spätestens um sechs Uhr in der Früh aufgestanden sein sollten. Die Jugend wurde dazu instrumentalisiert, die Einhaltung dieser Vorschriften zu überwachen. Zu diesem Zweck gründete er eine Vereinigung ähnlich der Pfadfinder. In jeder Stadt wurden die Verwalter und lokale Würdenträger in Gewissensreinigungsgesellschaften (洗心社) zusammengefasst, die sich regelmäßig versammeln, fehlerhaftes Handeln bekennen und ihre Gefolgschaft Yan gegenüber bestärken mussten. Parallel dazu stieg er zum führenden Kriegsherren Nordchinas mit dem Beinamen Bauernkaiser (土皇帝) auf.
Yan vermied es in den 1920er Jahren, feste Allianzen mit anderen Kriegsherren einzugehen. Im Jahre 1927 begann Chiang Kai-shek seinen Nordfeldzug. Yan musste sich entscheiden und schloss sich dem rechten Kuomintang-Flügel von Chiang an. Yans Shanxi-Armee wurde Teil der Nationalrevolutionären Armee, Yan wurde formell Kommandeur des 3. Armeekorps und Oberkommandeur der Nördlichen Revolutionären Marscharmee und besetzte am 6. Juni 1928 Peking, wodurch er den Nordfeldzug auf der Siegerseite abschloss. Chiang erkannte die Herrschaft Yans über Shanxi an und erlaubte ihm, seinen Einfluss auf das benachbarte Hebei auszuweiten. Yan wurde zum Innenminister und zum stellvertretenden Oberkommandeur der Nationalrevolutionären Armee ernannt.
Während der zahlreichen Rebellionen anderer Kriegsherren gegen Chiang verlangte Yan wiederholt größere Autonomie als Preis für seine Neutralität in den Konflikten. Im Februar 1930 rebellierte er gemeinsam mit Feng Yuxiang gegen Chiangs Nanjing-Regierung und Chiangs Pläne, in großem Ausmaß Soldaten zu demobilisieren. Der darauf folgende Krieg in der chinesischen Zentralebene zwischen der Allianz von Yan, Feng, der Guangxi-Clique um Li Zongren und der Kuomintang-Fraktion um Wang Jingwei einerseits und Chiang Kaishek andererseits dauerten bis zum September und gehörten mit 300.000 Todesopfern zu den teuersten und verlustreichsten militärischen Unternehmungen in der Zeit des Bürgerkriegs. Yan wurde Chef einer Gegenregierung, die in Peking installiert, aber bald gestürzt wurde. Daraufhin zog Yan sich in das japanisch kontrollierte Dalian zurück. Ein Jahr später erreichte Yan eine Verständigung mit Chiang und ging nach Shanxi zurück, um dort ein Bollwerk gegen die von Nordosten vordringende japanische Armee zu bilden. Dort stellte er einen Zehn-Jahres-Plan für Shanxi auf, investierte in Industrie und Infrastruktur und gründete staatliche Monopole, um die Investitionen zu finanzieren. Diese Maßnahmen machten Shanxi zur Vorzeigeprovinz des China unter der Kuomintang-Regierung. Bis zum Beginn des Zweiten Japanisch-Chinesischen Krieges soll Yan etwa 100 Millionen chinesische Dollar in die Industrie Shanxis investiert haben.
Während des Krieges gegen Japan war Yan Kommandeur des 2. Militär-Bezirks. Im Jahre 1936 setzte sich die Kommunistische Partei Chinas in der Nachbarprovinz Shaanxi fest und versuchte, auch in Yans Provinz Shanxi Einfluss zu gewinnen. Yan bildete zunächst mit den Kommunisten eine antijapanische Allianz und integrierte kommunistische Truppen in seine Neue Armee. Im Jahre 1939 entfernte Yan jedoch alle Kommunisten aus seinen Streitkräften. Sein Einflussgebiet schrumpfte zu Gunsten der Japaner, bis er nur noch ein kleines Gebiet im Westen Shanxis unter Kontrolle hatte. Versuche der Kommunisten, Yan auf ihre Seite zu ziehen, schlugen fehl. Yan handelte 1939 und 1941 einen geheimen Waffenstillstand mit den Japanern aus, so dass er sich aus dem Chinesisch-Japanischen Krieg weitgehend heraushalten konnte. Nach der Kapitulation Japans kämpfte Yan auf der Seite von Chiang gegen die Kommunisten. Sein erster Feldzug gegen die Kommunisten (Shangdang-Feldzug) endete in einer Niederlage, später war er mit Unterstützung der Truppen von Fu Zuoyi in der Lage, die Kommunisten unter He Long und Nie Rongzhen in Ost-Shanxi zu besiegen. Im März 1949 wurde Yans Heimatprovinz von den kommunistischen Truppen erobert, Yan floh nach Nanjing, nachdem die Volksbefreiungsarmee unter Xu Xiangqian die Provinzhauptstadt Taiyuan erobert hatte.
Im Juni 1949 ernannte Chiang ihn zum Premierminister einer nationalistischen Regierung, die er kurz danach nach Guangzhou evakuieren musste. Nach der Flucht der Kuomintang-Regierung auf die Insel Taiwan war Yan kurzzeitig im Beraterkomitee der Republik China tätig. Er verbrachte seinen Ruhestand auf Taiwan und starb am 24. Mai 1960 in Taipeh.